# Petrolejové lampy
Petrolejové lampy je psychologický román českého spisovatele Jaroslava Havlíčka. Nejprve vydán pod názvem Vyprahlé touhy v roce 1935 a později přepracován a posmrtně vydán v roce 1944 konečně jako Petrolejové lampy. Román je první ze čtyř, které Havlíček za svého života dokončil, a měl se stát základem obsáhlejšího cyklu věnovaného osobnosti Štěpky a její rodné Jilemnici. Vzhledem k zamýšlenému plánu stihl původní román pouze přepracovat a napsat torzo Vlčí kůže a poznámky ke třetímu, závěrečnému dílu Vykopnuté dveře.
Příběh je zaměřen na Štěpku Kiliánovou, dceru bohatého zednického mistra a selky z vejrychovského statku, jež žije na izolovaném maloměstě přelomu 19. a 20. století. Její osud se spojí s jejím vysněným mužem, bratrancem Pavlem Malinou, důstojníkem u rakousko-uherské armády, ze kterého se stal během služby syfilitik, u něhož začne postupovat paralýza. Autor sleduje přerod z městské paničky v těžce pracující selku, jež se navíc musí starat o umírajícího manžela.

## Děj

### Lampy svítí a prostírá se
V první, nejrozsáhlejší části autor nejprve představuje situaci Jilemnice, její pověsti, její charakter malého tkalcovského, a nutno dodat, poněkud izolovaného města. Autor se zde představuje jako vypravěč – takového příběhu, který zažil ve svém útlém dětství, nicméně je o něm zpraven z hlubších zdrojů, může proto vstupovat s vysvětlujícím komentářem.
Příběh se zaměřuje na dvě rodiny: rodinu stavitele Kiliána, který se do města přistěhoval, výhodně se oženil s bohatou selkou Annou Malinovou, začal stavět a vytvořil si jisté renomé usedlého měšťáka. Druhá je sedlácká rodina Malinů na Vejrychovsku, u které autor dobře osvědčil znalost pověstí, kde popisuje známou pověst o zemanovi Vejrychovi, který zde seděl během třicetileté války a údajně se zabýval černou magií. Také je fiktivně popsáno, jak čeledín Antonín Malina, dědeček Jana a Pavla a otec Antonína Maliny mladšího, získal statek poté, co se původní majitel pomátl a svoje peníze rozházel po lese.
Kilánovým se v roce 1870 během prusko-francouzské války narodí dcera Štěpánka, Štěpka. Z té začne vyrůstat poněkud hřmotná a nesympatická dívka, která se jen těžce zařazuje do konvenčních mantinelů maloměstského života. Proto utíká na Vejrychovsko ke svému strýci a bratrancům a tráví zde většinu času. Postupem času se ze staršího bratrance Jana stává sedlák a Pavel odjíždí na učení. Štěpka objeví talent u divadla, vypomáhá doma, ale není o ni zájem ze strany ženichů.
Pavel zběhl na kadetní školu a když se jednou vrátí domů dojde k jistému milostnému vzplanutí mezi ním a Štěpkou. Ze strany Pavla je to pouze vypočítavost. Na Vejrychovsku se začne ukazovat, že vojenská kariéra je příliš nákladná a statek začíná postupně upadat.
V 90. letech o Štěpku stále není zájem (objevují se přechodné známosti, ale nic vážného), ale také nastupuje nová generace mladých, kteří obnovují zájem o divadlo, kde Štěpka znovu září. Jilemnicí projíždí první parní lokomotiva. Zároveň ovšem ve slušné společnosti upadá, protože začíná nepokrytě nadbíhat mužům, někdy i s pohnutou minulostí. První část končí příjezdem Pavla na silvestrovské slavnosti konce roku 1899, dobou vypuknutí druhé búrské války.

### Sytý u stolu
V druhé části se začíná děj zintenzivňovat. Začíná popisem vztahu hejtmana Pavla k usedlému maloměstu – vysmívá se mu. Zároveň se ukazuje, že Vejrychovsko je téměř na buben (to je také jeden z důvodů proč byl Pavel penzionován). Antonín a Jan se na Pavla dívají jako na člověka, na kterého celou dobu dřeli, a teď je přivedl na mizinu. Pavel proto přijde na nápad vzít si bohatou Štěpku – tato svatba má mít charakter obchodu výhodného pro všechny.
Po určitých peripetiích je na tento obchod všestranně přistoupeno. Vejrychovsko je rozděleno na dvě části – jedna část pro Jana a druhá pro novomanžele. Je postaven panský dům. Dochází k určitému porozumění mezi měšťákem Kiliánem a sedlákem Malinou.
Po svatbě se ovšem ukazuje, že hejtman Pavel si z vojny přivezl ještě něco, co zabraňuje Pavlovi mít se Štěpkou dítě. Vztah se začíná rozpadat. Ze Štěpky se stává selka, jež ztrácí o manžela zájem. Ubíhají roky.
Až po nějaké době se ukazuje, že to něco je syfilis, jež u šviháckého důstojníka způsobuje progresivní paralýzu. Je na manželku jízlivý, útočný. K provalení tohoto problému dojde poté, kdy Pavel doprovází Štěpku ke Kiliánovým pěšky na návštěvu: směšně kulhající Pavel se musí opírat o Štěpku, čemuž přihlíží celé město, které tuto dvojici šmahem odsoudí z morálního hlediska. Z Pavla se stane pro děti „skákavý hejtman“.

### Lampy zhasínají
Třetí část začíná úmrtím stavitele Kiliána, které Pavlovi připomíná blízkost smrti. Štěpka tráví většinu času u své nemocné matky v Jilemnici a paralyzovaný manžel je izolován na statku, kde se o něho odmítá starat i služebnictvo kvůli nepředvídatelnému chování. Posléze Pavel ze samoty nasedne na kočár a odjede přes Hrabačov až k vrcholku Kokrháči. Štěpka ho jde hledat: najde ho v horách v místech, kde nejspíš chtěl spáchat sebevraždu, ale nedokázal to. Štěpka ho s vypětím sil snese dolů, ale syfilis napadl mozek, což ještě prohloubilo jeho zákeřné povahové vlastnosti. Štěpčina matka zemře. Pavlův bratr Jan se rozhodne odvézt ho do pražského blázince, kde Pavel na počátku rusko-japonské války v roce 1904 zemře.
Román končí smířením Antonína, Jana a Štěpky. Autorem je naznačeno, že Jan požádá Štěpku o ruku, což se také ve Vlčí kůži stane.

## Další zpracování
- Film téhož jména natočil režisér Juraj Herz v roce 1971 na motivy románu podle scénáře Václava Šaška. Hlavní postavy hráli Iva Janžurová a Petr Čepek.
- Divadelní inscenaci podle scénáře Martina Velíška a Ivana Rajmonta uvedlo například Klicperovo divadlo v Hradci Králové.
- Desetidílnou četbu na pokračování v roce 2005 uvedl Český rozhlas Dvojka. Připravila: Sabina Langerová. Četl Rudolf Pellar. Režie: Jakub Doubrava.

## Styl a postavení mezi další Havlíčkovou tvorbou
Před vydáním tohoto románu nebyl Havlíček příliš významný, z čehož při vydání pramenilo několik nedorozumění. Především román byl vydavatelem přejmenován na Vyprahlé touhy a ani nebyl rozpoznán jeho styl: Havlíček byl považován za epigona naturalismu.
Havlíček v tomto díle projevil velký smysl pro epickou objektivizaci, při níž si zachoval jistou odtažitost od zmatku různých módních směrů, které ve 30. letech panoval. Havlíček sice dobře využívá osvědčené postupy jak dokumentární popisnosti realismu, smyslu pro detail naturalismu, tak neúčastněné rozvleklosti epiky, ale liší se od nich obsahem, zaměřením a vyústěním.
Hned od počátku zamýšlel použít Petrolejové lampy jako „první samostatnou část cyklu románů z maloměstského prostředí,“ tedy románové trilogie o Štěpce Kiliánové. V tomto plánu ale začal pokračovat až po vydání Neviditelného, Té třetí a Helimadoe. Za prvé přepracoval Petrolejové lampy: rozdělil je místo původních dvou částí na tři, přidal epizodní postavu Aloise Trakla, která měla hrát dále významnější úlohu a konečně přepsal Jivno a Horálkovice na Jilemnici a Hrabačov a dokonce přejmenoval některé osoby z románu pravými jmény. Dále rozpracoval román Vlčí kůže, kde se Trakl stane třetím mužem Štěpky a ona získá konečně dítě, i když nevlastní.
S Petrolejovými lampami souvisí baladická novela Synáček, která pojednává o kamarádech Antonínu Skálovi, zvaném Synáček, a Xaverovi, s nimiž se Štěpka setkala v divadle.

## Vydání
- Vyprahlé touhy, Sfinx, Bohumil Janda, 1935
- Petrolejové lampy, ELK, 1944
- Petrolejové lampy, Československý spisovatel, 1953; 1957; 1973; 1987
- Petrolejové lampy, Mladá fronta, 1960
- Petrolejové lampy, Odeon, 1983
- Petrolejové lampy, Knižní klub, 1998, ISBN 80-7176-822-7
- Petrolejové lampy, Levné knihy KMa, 2000, ISBN 80-86425-49-5
- Petrolejové lampy, Academia, 2008, ISBN 978-80-200-1595-2
- Petrolejové lampy, Leda, 2016, ISBN 978-80-7335-423-7